# アントン・マルティ
マルティン・アントン・マウルス・マルティ（Martin Anton Maurus Marty〈ドイツ語: [ˈmarti]〉、1847年10月18日 - 1914年10月1日）は、スイス出身のオーストリアの哲学者、司祭。
専門は言語哲学、心理哲学、存在論。

## 経歴
マルティは、1868年から70年にかけてヴュルツブルク大学でフランツ・ブレンターノに師事し、その信奉者であった。1870年にカトリック司祭として叙階されたが、1872年に辞職した。
1875年から1880年までチェルノヴィッツ大学（オーストリア・ハンガリー）で、その後プラハ大学（オーストリア・ハンガリー）で教鞭をとり、1895年から1897年まで学長を二度務めた。

## 遺産
プラハ学派の言語学者たちは、マルティの著作に影響を受けた。
フランツ・カフカは、プラハ大学在学中に彼の哲学の講義を受けた。

## 著作
- Ueber den Ursprung der Sprache (On the Origin of Language), 1875
- Die Frage nach der geschichtlichen Entwicklung des Farbensinnes, 1879
- Untersuchungen zur Grundlegung der allgemeinen Grammatik und Sprachphilosophie, 1908
- Zur Sprachphilosophie. Die „logische“, „lokalistische“ und andere Kasustheorien, 1910
- Raum und Zeit, 1916